# قبیله آلات
قبیله آلات (انگلیسی: Alat tribe) یک قبیله برجسته مردم ترک بودند که از سالنامه‌های چینی شناخته می‌شدند.
آلات احتمالاً با لواندی یا ژویانتوئو ها، دو قوم آسیای مرکزی که توسط جغرافی‌دانان مسلمان عرب و ایرانی قرون وسطی و در کتیبه‌های باختری شناخته شده بودند، یکسان بودند.